# Peonide
Peonide (in greco antico: Παιονίδαι?, Paionídai) era un demo dell'Attica, situato ai piedi del versante meridionale del monte Parnete, a nord di Menidi.
Il demo prese la denominazione dall'omonima famiglia che lo abitava, proveniente, secondo la leggenda, dall'Attica al seguito di Neleo, re di Pilo e padre di Nestore, che era stata cacciata da Eracle. Il loro nome derivava da Paion, figlio di Antiloco, che a sua volta deriverebbe da quello di una divinità guaritrice, in seguito identificata come Apollo Paionio: infatti, nell'antichità, i medici venivano chiamati anche "Peonidi".
La famiglia dei Peonidi fu strettamente legata a quella degli Alcmeonidi (anch'essa discendente da Neleo) nella lotta contro la tirannide dei Pisistratidi. Secondo Erodoto gli ultimi avrebbero fortificato, dopo la morte di Ipparco, un luogo conosciuto come Lipsidrio nel punto in cui sarebbe sorto il demo. Vennero lì attaccati da Ippia e subirono una grossa sconfitta, che venne commemorata in una canzone popolare. Il sito preciso della fortezza non è noto, ma secondo la tradizione una fortificazione vicino a Karagufolesa è identificabile con essa; questa, tuttavia, è relativamente di recente costruzione e risale alla fine del IV secolo a.C. e all'inizio del III secolo a.C.
Peonide è menzionato anche nella Lisistrata di Aristofane. Il marito sciocco di Mirrina viene presentato come Cinesia di Peonide: il commediografo spesso prendeva in giro un certo poeta di questo nome, ma non abbiamo elementi per pensare che potesse essere originario di questo demo. L'inventiva di Aristofane sta nell'origine della parola: in greco antico "κινεῖν" (kinêin) è un volgarismo che significa "copulare", così come "παίειν" (páiein, che ricorda il nome del demo) significa tanto "colpire" quanto "copulare".